# 索綝
索 綝（さく ちん、? - 316年）は、中国西晋時代の人物。字は巨秀。敦煌郡の出身。後将軍索靖の五男。

## 生涯
若い頃からずば抜けた才覚があり、父の索靖はいつも「綝には廊廟の才（朝廷の要職に就く能力）がある。簡札（書を記す仕事）に用いるべきではない。州郡吏では我が子に汗をかかす事すら出来ぬだろう」と言っていた。兄の仇を討つために37人を殺害した事があり、当時の人はこれを立派であると称えた。
後に秀才に推挙され、郎中に任じられた。次いで太宰参軍に移り、好畤県令に任じられた。さらに、入朝して黄門侍郎に任じられ、出征して征西軍事となり、長安県令に転じた。いずれの職務においても、その仕事ぶりを称賛された。
永安元年（304年）11月、河間王司馬顒配下の左将軍張方が恵帝と皇太弟司馬穎を伴って長安への遷都を強行すると、索綝は洛陽に派遣されて恵帝を長安まで護衛した。功績により鷹揚将軍に任じられた。
光熙元年（306年）6月、東海王司馬越が長安を攻略して恵帝を奪還すると、索綝は許昌を守る南陽王司馬模の従事中郎将に任じられた。漢軍が関東を侵犯するようになると、奮威将軍に任じられて迎撃を命じられた。索綝は出撃すると漢軍を撃ち破り、将軍呂逸を討ち取って将軍劉豊を撃退した。
永嘉元年（307年）3月、司馬模が長安に出鎮すると、これに従軍して新平郡太守に任じられた。漢の撫軍将軍劉聡配下である蘇鉄・劉五斗らが三輔へ襲来すると、安西将軍・馮翊太守に任じられてこれを阻んだ。索綝は威厳・恩徳を有していたので、胡漢問わずみな服従し、賊が侵犯する事も無かったという。
永嘉5年（311年）6月、洛陽が漢軍の攻勢により陥落し、懐帝は捕らわれの身となった。さらに8月、長安もまた漢の手中に落ち、司馬模は殺害された。索綝は涙を流して「共に死ぬよりも、生きて伍子胥とならん」と言った。
10月、索綝は再起を図る為、安夷護軍麹允・頻陽県令梁粛と共に安定へ逃走したが、その途上に陰密で安定郡太守賈疋が漢に送った人質と遭遇した。索綝はその人質を連れ去って安定の治所臨涇に入ると、賈疋へ長安を奪還して晋室復興を援けるよう説得し、賈疋はこれに同意した。こうして賈疋を平西将軍に推戴し、5万の兵を率いて共に長安へ攻撃した。索綝は幾度も敵軍を破り、漢軍により破壊された旧館を修復して宗廟を移すなど、復興にも尽力した。
漢の撫軍大将軍劉粲は安西将軍劉雅・平西将軍趙染に新平を攻撃させたが、索綝は新平を守って100戦以上を繰り広げ、劉雅らを撃破して将軍李羌を捕らえた。賈疋・麹特もまたそれぞれ漢軍に戦勝し、劉粲を平陽に退却させた。ただ中山王劉曜だけが長安に留まり、索綝らとの抗戦を続けた。索綝はやがて撫夷護軍に任じられた。
永嘉6年（312年）4月、長安奪還が果たされると、秦王司馬鄴（後の愍帝）は長安へ入った。9月、索綝は太子詹事閻鼎と共に司馬鄴を皇太子に擁立した。
12月、索綝は朝政を主管していた閻鼎の功を妬み、かつ権勢を得ようと目論んでいたので、始平郡太守麹允と共に謀議した。閻鼎が京兆尹梁綜を殺害すると、索綝の親戚で梁綜の弟である馮翊太守梁緯・北地郡太守梁粛へ、閻鼎を除いて仇を討つ事を持ち掛けた。こうして彼らは連名で閻鼎を弾劾し、閻鼎が無君の心を有して独断で大臣を殺戮していると訴えて誅殺を請うた。また、同時に兵を繰り出して閻鼎を攻撃すると、閻鼎は雍城へ逃走したが、氐の竇首に殺害された。
建興元年（313年）4月、司馬鄴が皇帝に即位すると、侍中・太僕に昇進した。索綝は百官の先頭に立って大駕（皇帝の車）を迎え入れ、壇に登って璽を授けた。功績により、弋居伯に封じられた。やがて前将軍・尚書右僕射に移り、領吏部・京兆尹となった。さらに平東将軍を加えられ、すぐに征東将軍に進められた。詔が発せられ「朕はかつて厄運に遇し、家中は不幸に見舞われてしまった。宛・楚の地に播越することとなり、旧京は失われた。だが、幸いにも宗廟の霊の加護を得て、百官が力を尽くし、屏障を得られた事により、群公の上に立つ事ができたのである。社稷が損されなかったのは、まことに公の功績によるものである。百官を統べ、国を輔けるように。軍国の事は尽く委ねよう」と告げられ、衛将軍・領太尉に任じられ、位は特進となった。
9月、漢の中山王劉曜が平西将軍趙染らと共に長安攻撃の為に襲来すると、麹允は黄白城に拠って漢軍を阻んだが、幾度も敗れた。索綝は都督・征東大将軍に任じられ、節を与えられて麹允の救援に向かった。索綝は漢の将軍呼延謨を撃破し、麹允もまた劉曜を破ったので、漢軍は撤退した。功績により上洛郡公に封じられ、食邑は1万戸に及んだ。夫人の荀氏は新豊君に封じられ、子の索石元は世子に立てられた。子弟二人も郷亭侯に封じられた。
その後、劉曜が関中に侵入して穀物を収奪すると、索綝は出撃してこれを破った。
建興2年（314年）5月、劉曜・趙染らが再び長安に迫った。6月、劉曜が渭汭に、趙染が新豊にそれぞれ駐軍すると、索綝が軍を率いて対峙した。趙染が勢いに任せて精騎数百を率いて出撃すると、索綝はこれを大破し、趙染は単馬で逃走した。功績により驃騎大将軍・尚書左僕射・録尚書事に任じられ、承制行事（皇帝の代理として政治を行う権利）を与えられた。
建興3年（315年）10月、尚書僕射・都督宮城諸軍事に任じられた。劉曜がまたも関中に入り、馮翊を攻略した。麹允は長安を放棄し、司馬鄴を奉じて秦州にいる相国司馬保を頼ろうとしたが、索綝は「司馬保が天子を得たら、私欲に用いるだろう」と反対したので取りやめた。これ以降、長安以西は司馬保の命を奉じて朝廷の命に従わず、長安では食糧の供給は絶えて百官は窮乏し、野稲を採って飢えをしのぐ有様となった。
建興4年（316年）1月、司徒梁芬は司馬鄴の父である呉王司馬晏に帝号を追尊するよう進言したが、索綝らは魏の明帝を先例に挙げ（明帝は分家筋から尊位に即いた皇帝が実父に尊号を贈る事を禁じた）反対した。これにより司馬晏には太保が追贈され、孝王と諡された。
8月、劉曜が長安に逼迫すると、相国司馬保は胡嵩に兵を与えて長安に向かわせたが、胡嵩は索綝や麹允と対立しており、彼らの威勢が再び盛んになることを恐れ、攻撃を止めて槐里に戻った。劉曜の攻勢により遂に長安外城は陥落し、麹允と索綝は小城に撤退した。城中では飢饉が進行して人が食い合う事態に至り、逃亡者を制止することも出来ず。ただ涼州から来た義兵千人のみが決死の覚悟で留まっていた。
11月、司馬鄴は遂に降伏を決意し、侍中宋敞を派遣して劉曜に書状を送った。しかし、索綝は宗敞を留めると、自らの子を劉曜の下へ派遣し「城中には未だ1年分の糧食があり、容易に攻略することは適いません。もし、この索綝に車騎将軍と同等の待遇と万戸郡公の爵位を約束するのであれば、城を挙げて投降することを約束いたします」と告げさせた。劉曜は索綝の子を処断して送り返すと「帝王の軍とは義によってのみ行動するものである。我は兵を率いて15年になるが、偽計で敵を破ったことなどない。いつも正面から敵を撃破して攻略して来たのだ。索綝の文書は天下が憎む内容なので、使者を誅殺した。もしも城内に食糧があるのなら堅守するがいい。もしも食糧がなく戦う気力も尽きたのなら、速やかに天命に従え」と伝えた。これを聞いた索綝は宗敞を開放し、宗敞は劉曜の陣営に至った。こうして司馬鄴は降伏し、平陽へ連行された。索綝もまた平陽へ連れて行かれたが、漢帝劉聡は索綝が晋朝に忠を尽くさなかった事を咎め、東市において処刑した。

## 逸話
三秦の人である尹桓・解武ら数千家が漢王朝の陵墓である覇陵・杜陵を盗掘し、多くの珍宝を手に入れた。司馬鄴は索綝に「漢の陵中にはなぜこれほど物が多いのか」と問うと、索綝は「漢の天子は即位して一年で陵を作り、天下の貢賦を三分し、一つを宗廟に供え、一つを賓客に供し、一つを山陵に充てました。漢の武帝は長らく在位していたため、茂陵は崩れて物を収めることが出来なくなり、その樹に供えるようになったともいいます。後に赤眉が陵中の物資を奪ったものの、半分も取れず、今なお朽ちた帛や珠玉の類が尽きておりません。この二陵こそは倹者であり、百世の戒めなのです」と語った。